# Ломбардски език
Ломбардски език (lumbàart, lumbard или lombard в зависимост от използвания правопис) е един от галоиталийските езици. Разпространен е в Северна Италия.
Говори се в региона Ломбардия и Тренто в Италия и кантона Граубюнден в Швейцария. Двата основни диалекта – Западен Ломбардски и Източен Ломбардски се различават доста силно и нямат пълна взаиморазбираемост, поради което понякога се считат за отделни езици.